# Pop française
Genres dérivés
Nouvelle chanson française, RnB contemporain français
Genres associés
Chanson française, musique française, yéyé, variété française, rock français, jazz français, nouvelle chanson française
La pop française est un genre de musique pop chanté en français. Des chanteurs originaires de France, du Canada, de Belgique, de Suisse, ou autres pays et régions francophones, contribuent particulièrement au genre. Le genre cible principalement un public francophone, dans un marché considérablement restreint mais largement indépendant du marché anglophone. Le terme de pop française peut parfois être appliqué à des artistes français chantant en anglais.

## Histoire

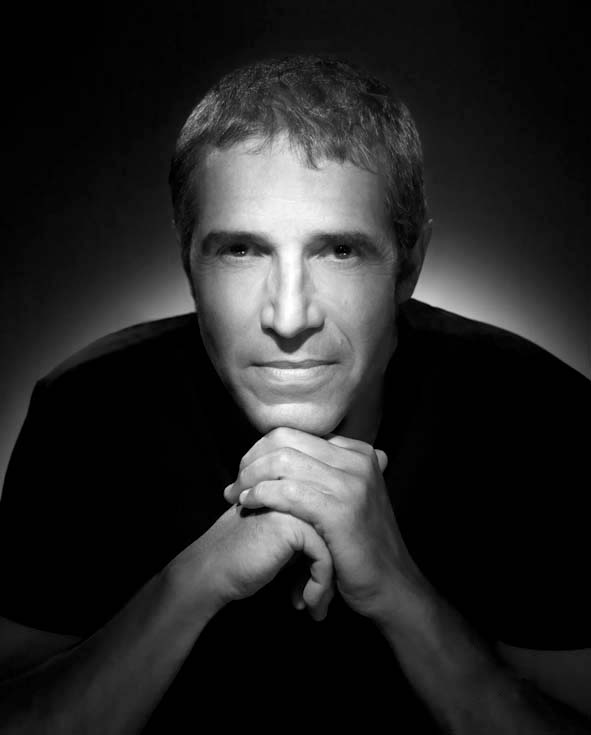
Julien Clerc (2008).

### Origines
Le terme de pop français souligne, d'une part, des similitudes avec la musique pop anglo-saxonne dominant l'international, et met, d'autre part, certaines particularités de la musique pop française à l'honneur - la langue fortement inspirée de la musique française traditionnelle et les particularités de l'histoire de la musique pop française.
Jusqu'aux années 1960, le jazz reste la musique la plus importée en provenance des États-Unis. La tradition du jazz français remonte aux années 1920. Une célébrité bien connue du genre est, à cette période, la danseuse, actrice et chanteuse Joséphine Baker. La citoyenne américaine avait déjà déménagé dans les années 1920 en France et adoptée la nationalité française en 1937. Les caractéristiques de l'évolution de la musique pop française s'étendent au-delà du guitariste de jazz Django Reinhardt. Des musiciens de jazz français tels que Barney Wilen contribuent particulièrement à des bandes originales de films connus comme Ascenseur pour l'échafaud (1958) ou Les Liaisons dangereuses 1960 (1959).

### Dans les années 1960
Tout au long des années 1960, la pop française eut la faveur des adolescents en raison du coût élevé des albums 30 cm. Le 45 tours simple, auparavant réservé aux juke-boxes commence à s'imposer à partir de 1968. Temple du rock 'n' roll à la fin des années 1950, c'est au Golf-Drouot qu'est née la pop française en 1966.
Si de nombreux artistes ont réussi à s'imposer d'autres n'ont eu qu'un seul succès voire n'ont jamais percé.
Jusqu'en 1966, malgré plusieurs créations originales (Laisse les filles d'Hallyday, Daniela des Chaussettes Noires, La plus belle pour aller danser écrite par Aznavour pour Sylvie Vartan -... - quelques exemples parmi d'autres), beaucoup de chansons de la nouvelle génération d'artistes sont des adaptations de titres anglo-saxon. De nouvelles modes apparaissent et la jeunesse danse alors le twist et le madison. À partir de 1964 l'engouement pour le rock 'n' roll marque le pas et la chanson dite « de variétés » reprend ses droits ; Adamo et Claude François en sont « le fer de lance ». Les pionniers du rock français, Eddy Mitchell et Johnny Hallyday évoluent vers le rhythm and blues, la soul et la pop, (ils reviendront au rock plus tard) : Mitchell enregistre en 1965 Du rock 'n' roll au rhythm 'n' blues et l'année suivante l'album pop Seul. Quant à Hallyday, en 1965 il sort l'album (très rhythm and blues) Johnny chante Hallyday, puis en 1966 l'album pop La Génération perdue. Si les adaptations perdurent au-delà des années yéyés, à partir de 1966 une nouvelle génération de chanteurs (Jacques Dutronc et sa chanson Et moi, et moi, et moi, Michel Polnareff et son album Love Me, Please Love Me, Antoine et sa chanson Les Élucubrations d'Antoine), plus tard Julien Clerc, François Béranger, Catherine Ribeiro, Gilles Servat, Joan-Pau Verdier) et de groupes (Triangle, Les Variations, Magma, Zoo, Martin Circus, Au Bonheur des dames) rompent avec les chansons yéyés, composent ou/et interprètent des originaux, se produisant dans des concerts multiples, des festivals, puis dans des salles de plus en plus importantes.

### Néo-pop française
La vague néo-pop française dans les années 1980, croisement entre la légèreté yéyé et le vague à l'âme du new wave, est marquée par les figures de Françoise Hardy[Information douteuse], Laurent Voulzy, Lio, Étienne Daho, le groupe Niagara. Dans les années 2010 est née une nouvelle génération néo-pop, d'Aline à La Femme, de Lescop à Granville.

## Artistes
- AaRON
- Alizée
- Alma
- Amir Haddad
- Anaïs
- Keren Ann
- Salvatore Adamo
- Hugues Aufray
- Charles Aznavour
- Joséphine Baker
- Daniel Balavoine
- Barbara
- Alain Bashung
- Axel Bauer
- Bénabar
- Amel Bent
- Brigitte Bardot
- Michel Berger
- Benjamin Biolay
- Jane Birkin
- Blues Trottoir
- Isabelle Boulay
- Mike Brant
- Patrick Bruel
- Carla Bruni
- Bertrand Burgalat
- Cali
- Calogero
- Francis Cabrel
- Alain Chamfort
- Éric Charden
- Robert Charlebois
- Louis Chedid
- Matthieu Chedid
- Christophe
- Julien Clerc
- Riccardo Cocciante
- Annie Cordy
- Nicole Croisille
- Étienne Daho
- Dalida
- Joe Dassin
- Gérald De Palmas
- Vincent Delerm
- Michel Delpech
- Céline Dion
- Julien Doré
- Claude Dubois
- Jacques Dutronc
- Lara Fabian
- Mylène Farmer
- Jean-Pierre Ferland
- Nino Ferrer
- Thomas Fersen
- Liane Foly
- Claude François
- Michel Fugain
- Serge Gainsbourg
- France Gall
- Garou
- Jean-Jacques Goldman
- Johnny Hallyday
- Françoise Hardy
- Jacques Higelin
- Indochine
- Les Innocents
- Michel Jonasz
- Patrick Juvet
- Philippe Katerine
- Kyo
- Marie Laforet
- Bernard Lavilliers
- Daniel Lavoie
- Marc Lavoine
- Maxime Le Forestier
- Gérard Lenorman
- Nolwenn Leroy
- Jenifer
- Clémence Lhomme
- Lorie
- Louane
- Louise Attaque
- Les Surfs
- Renan Luce
- Christophe Maé
- Maurane
- Marcel Amont
- Eddy Mitchell
- Nana Mouskouri
- Niagara
- Yannick Noah
- Nuit Incolore
- Offenbach
- Pascal Obispo
- Michel Pagliaro
- Florent Pagny
- Vanessa Paradis
- Kevin Parent
- Mario Pelchat
- Bruno Pelletier
- Phoenix
- Michel Polnareff
- Raphaël
- Axelle Red
- Renaud
- Ginette Reno
- Les Rita Mitsouko
- Dick Rivers
- Véronique Sanson
- Michel Sardou
- Hélène Ségara
- Sheila
- William Sheller
- Shy’m
- Mano Solo
- Natasha St-Pier
- Superbus
- Tahiti 80
- Sébastien Tellier
- Tété
- Cœur de pirate
- Michèle Torr
- Tryo
- Sylvie Vartan
- Vianney
- Roch Voisine
- Laurent Voulzy
- Andrée Watters
- Christophe Willem
- Yelle
- Zazie
- Zaz
- Julie Zenatti
- Zoë Straub